# 国鉄1340形蒸気機関車
1340形は、かつて日本国有鉄道の前身である鉄道省に在籍したタンク式蒸気機関車である。
本項では、同形の1345形ならびに他事業者に納入された同形機についても記述する。

## 1340形
元は、信濃鉄道が1922年（大正11年）に雨宮製作所で製造した、2気筒単式で飽和式、車軸配置0-6-0(C)のサイドタンク式26t級蒸気機関車で、信濃鉄道では6形（10, 11）と称した。このうち、10については信濃鉄道プロパーのものであるが、11については高畠鉄道（後の山形交通高畠線）が開業用に用意したもので、1（初代）と称したものである。高畠鉄道ではこれを過大と感じたのか、1927年（昭和2年）?に信濃鉄道の1920年製20t級雨宮製作所製車軸配置0-6-0形機関車の7（4形）と交換し、これが高畠鉄道の1（2代）とされた。
この2両は、1937年（昭和12年）の信濃鉄道国有化とともに鉄道省籍となり、1340形（1340, 1341）と改番された。また、買収前には、鉄道省の大糸南線の建設用にも使われたという。国有化後は、矢島線で使用されたが、1943年（昭和18年）に1340は昭和電工大町工場、1341は三徳工業茨島工場に譲渡された。

## 1345形
元は、1924年（大正13年）に信濃鉄道が雨宮製作所で製造した7形(12)で、6形とはキャブの形状など細部が異なるのみの同形機である。本車も信濃鉄道の国有化とともに1345形（1345）と改められた。国有化後は、しばらく大糸南線で使用された後、矢島線に移って、1949年（昭和24年）9月に廃車となり、建設省関東地方建設局に譲渡され、荒川の工事用となった。

## 同形機
同形機としては、1922年製の富山県営鉄道 1、1930年製の輪西製鉄所1、神戸姫路電気鉄道（後の山陽電気鉄道）無番号がある。
富山県営鉄道の1は、能登鉄道（後の北陸鉄道能登線）に移り同社の1形（1）となり、さらに金名線に移ってA20形（A201）と改番された。
輪西製鉄所の1は、日本製鐵への統合により、212と改称された。
神戸姫路電気鉄道のものは、建設用に特注されたもので、標準軌仕様であった。

## 主要諸元
1340形の諸元を記す。
- 全長 : 8,083mm
- 全高 : 3,658mm
- 全幅 : 2,603mm
- 軌間 : 1,067mm
- 車軸配置 : 0-6-0(C)
- 動輪直径 : 914mm
- 弁装置 : ワルシャート式
- シリンダー（直径×行程） : 330mm×457mm
- ボイラー圧力 : 12.0kg/cm2
- 火格子面積 : 0.8m2
- 全伝熱面積 : 40.8m2
  - 煙管蒸発伝熱面積 : 36.0m2
  - 火室蒸発伝熱面積 : 4.8m2
- 小煙管（直径×長サ×数） : 44.5mm×2,772mm×96本
- 機関車運転整備重量 : 26.42t
- 機関車空車重量 : 20.62t
- 機関車動輪上重量（運転整備時） : 26.42t
- 機関車動輪軸重（第3動輪上） : 8.84t
- 水タンク容量 : 3.6m3
- 燃料積載量 : 1.26t
- 機関車性能
  - シリンダ引張力 : 5,550kg
- ブレーキ装置 : 手ブレーキ、蒸気ブレーキ